# 元凝 (东安王)
元凝（？—533年），字定兴，河南郡洛阳县（今河南省洛阳市东）人，追尊魏景穆帝拓跋晃的曾孙，征虏将军、汾州刺史、章武王元彬之子，北魏宗室、官员。

## 生平
元凝以恒州征虏录事参军为起家官，累次升迁至护军长史，又出任前将军、太中大夫。元凝的姑姑北乡公主是尔朱荣的夫人，所以元凝在永安元年十一月戊寅（528年12月21日）被封为东安王，食邑五百户，出任持节、安东将军、兖州刺史，转任济州刺史，仍为安东将军。永熙二年（533年），元凝去世，朝廷赠予持节、都督沧瀛冀三州诸军事、骠骑大将军、冀州刺史。

## 家庭

### 兄弟
- 元融，北魏车骑将军、左军都督、章武庄武王
- 元湛，北魏前将军、通直散起常侍、廷尉少卿、渔阳王
- 元晏，北魏秘书监
- 元竫，北魏宁远将军、青州刺史

### 王妃
- 陆顺华，北魏相州刺史、吏部尚书、太保、建安贞王陆馛孙女，给事黄门侍郎、太子左瞻事、祠部尚书、太常卿、司州大中正、卫大将军、仪同三司、建安王陆琇之女[4]

### 儿子
- 元彦友，承袭为东安王，东魏武定年间官至光禄大夫，北齐接受禅让后，爵位按照例子降低[5]